# Данбери (Коннектикут)
Да́нбери (англ. Danbury) — город, расположенный в округе Фэрфилд, штат Коннектикут, США. Население составляет 80 893 человека по статистическим данным переписи 2010 года. Данбери — четвёртый по численности населения город в округе и седьмой в штате. Название города происходит от города Данбери в Англии, откуда прибыли ранние поселенцы. В городе находится Университет Западного Коннектикута, входящий в систему Университета штата Коннектикут.

## География
По данным Бюро переписи населения США город Данбери имеет общую площадь в 114,74 квадратного километра, из которых 109,04 кв. километра занимает земля и 5,7 кв. километра — вода. Площадь водных ресурсов округа составляет 4,97 % от всей его площади.
Город Данбери расположен на высоте 121 метр над уровнем моря.

## Демография
По данным переписи населения 2000 года в Данбери проживало 74 848 человек, 17 886 семей, насчитывалось 27 183 домашних хозяйства и 28 519 жилых домов. Средняя плотность населения составляла около 686,3 человека на один квадратный километр. Расовый состав Данбери по данным переписи распределился следующим образом: 76 % белых, 6,8 % — чёрных или афроамериканцев, 0,29 % — коренных американцев, 5,5 % — азиатов, 0,03 % — выходцев с тихоокеанских островов, 4 % — представителей смешанных рас, 7,6 % — других народностей. Испаноговорящие составили 15,8 % от всех жителей города.
Из 27 183 домашних хозяйств в 30,3 % — воспитывали детей в возрасте до 18 лет, 51,1 % представляли собой совместно проживающие супружеские пары, в 10,5 % семей женщины проживали без мужей, 34,2 % не имели семей. 26,2 % от общего числа семей на момент переписи жили самостоятельно, при этом 8,5 % составили одинокие пожилые люди в возрасте 65 лет и старше. Средний размер домашнего хозяйства составил 2,64 человека, а средний размер семьи — 3,18 человека.
Население города по возрастному диапазону по данным переписи 2000 года распределилось следующим образом: 21,7 % — жители младше 18 лет, 10,2 % — между 18 и 24 годами, 35,4 % — от 25 до 44 лет, 21,7 % — от 45 до 64 лет и — в возрасте 65 лет и старше. Средний возраст жителей составил 35 лет. На каждые 100 женщин в Данбери приходилось 96,2 мужчины, при этом на каждые сто женщин 18 лет и старше приходилось 94,3 мужчины также старше 18 лет.
Средний доход на одно домашнее хозяйство в городе составил 53 664 доллара США, а средний доход на одну семью — 61 899 долларов. При этом мужчины имели средний доход в 39 016 долларов США в год против 31 319 долларов среднегодового дохода у женщин. Доход на душу населения в городе составил 24 500 долларов в год. 5,9 % от всего числа семей в городе и 8 % от всей численности населения находилось на момент переписи населения за чертой бедности, при этом 8,7 % из них были моложе 18 лет и 8,3 % — в возрасте 65 лет и старше.

## Города-побратимы
- Деколлатура, Италия
- Говея, Португалия